# Becciu (cognome)
Becciu è un cognome di lingua sarda.

## Varianti
Beciu, Betza, Betzu, Bezza, Bezzu, Etzu, Ezza, Vecciu, Vechu.

## Origine e diffusione
Cognome tipicamente sardo, è presente prevalentemente nel sassarese.
Potrebbe derivare dal campidanese bécciu, "vecchio", con la stessa origine del corrispondente italiano.

## Persone
- Angelo Becciu – politico italiano
- Giovanni Angelo Becciu – cardinale e arcivescovo cattolico italiano